# 200
Évszázadok: 1. század – 2. század – 3. század
Évtizedek: 150-es évek – 160-as évek – 170-es évek – 180-as évek – 190-es évek – 200-as évek – 210-es évek – 220-as évek – 230-as évek – 240-es évek – 250-es évek
Évek: 195 – 196 – 197 – 198 –  199 – 200 – 201 – 202 – 203 – 204 – 205

## Események

### Római Birodalom
- Tiberius Claudius Severus Proculust és Caius Aufidius Victorinust választják consulnak.
- Septimius Severus császár meglátogatja Memphiszt, Thébát, majd lehajózik a Níluson Philaeig, a birodalom legdélibb határáig. A nyár végére visszatér Syriába.

### Kína
- A kuangtui csatában Cao Cao döntő győzelmet arat északi riválisa, Jüan Sao jóval nagyobb létszámú serege felett.
- Szun Cö hadurat egy vadászat során három ellenséges katona nyíllal megsebesíti, majd röviddel később meghal. Tartományát öccse, Szun Csüan veszi át.

## Születések
- Tacitus, római császár
- Diophantosz, görög matematikus
- Novatianus ellenpápa

## Halálozások
- Szun Cö, kínai hadúr

## Fordítás
- Ez a szócikk részben vagy egészben  a(z)   200 című francia Wikipédia-szócikk ezen változatának fordításán alapul.  Az eredeti cikk szerkesztőit annak laptörténete sorolja fel. Ez a jelzés csupán a megfogalmazás eredetét és a szerzői jogokat jelzi, nem szolgál a cikkben szereplő információk forrásmegjelöléseként.